# Place Renée-Vivien
Place Renée-Vivien je náměstí v Paříži ve 3. obvodu.

## Poloha
Náměstí se nachází ve čtvrti Marais na křižovatce ulic Rue du Temple a Rue des Haudriettes.

## Historie
Náměstí bylo založeno v roce 1851 a v roce 2007 bylo pojmenováno podle anglické básnířky Renée Vivien (1877–1909). V prostoru dnešního náměstí stával až do období Francouzské revoluce pranýř, zřízený původně řádem templářů.